# God's Country and the Woman (film 1916)
God's Country and the Woman è un film muto del 1916 diretto da Rollin S. Sturgeon.

## Produzione
Il film fu prodotto dalla A Blue Ribbon Feature (Vitagraph Company of America)
Venne girato in California, al Big Bear Lake, Big Bear Valley, San Bernardino National Forest.

## Distribuzione
Distribuito dalla V-L-S-E, il film uscì nelle sale cinematografiche statunitensi il 24 aprile 1916.